# Falani Chan Tung
Tuala Falani Chan Tung ist ein samoanischer Diplomat und Beamter. Er diente als Botschafter Samoas in Belgien und bei der Europäischen Union von 2005 bis 2012.

## Leben
Tuala begann seine Schulausbildung in Samoa und erwarb in Übersee Bachelor- und Magister-Abschlüsse in Wirtschaftswissenschaften. Er begann im Department of Economic Development, dem späteren Department of Trade, Commerce and Industry, wo er letztlich zum Chief Executive Officer Aufstieg. Nach einer größeren Umstrukturierung, in welcher 26 Regierungsabteilungen und Ministerien auf 18 Ämter reduziert wurden, blieb Falani Chan Tung Trade Consultant beim Ministry of Foreign Affairs and Trade. Im September 2005 wurde er als Botschafter in Belgien und bei der Europäischen Union eingesetzt als Nachfolger von H. E. Tauiliili William Meredith. Er ist gegenwärtig im Aufsichtsrat der Central Bank of Samoa.
Er ist Matai mit dem Titel Tuala für das Dorf Leauvaa.